# Avusy
Avusy är en ort och kommun i kantonen Genève, Schweiz. Kommunen har 1 408 invånare (2023).
Avusy består av tre byar: Avusy-Village, Athenaz och Sezegnin. Kommunen ligger långt västerut i kantonen och gränsar till Chancy, Avully, Cartigny, Laconnex och Soral. I söder gränsar kommunen till det franska departementet Haute-Savoie.